# Gustaf Granqvist
Per Gustaf David Granqvist, född 27 augusti 1866 i Tegnaby socken, Kronobergs län, död 18 september 1922 i Uppsala, var en svensk fysiker. 
Granqvist blev student vid Lunds universitet 1887, filosofie kandidat 1889, filosofie licentiat 1892, filosofie doktor 1894, docent i fysik vid Lunds universitet samma år, docent i samma ämne vid Uppsala universitet 1898, laborator i experimentell fysik i Uppsala 1899 samt 1905 professor vid fysiska institutionen vid Uppsala universitet. Han blev 1902 Ledamot av Vetenskapssocieteten i Uppsala, 1905 ledamot av Vetenskapsakademien och var 1904-1922 medlem av Nobelkommittén för fysik. Granqvists arbeten omfattade huvudsakligen fenomenen vid den elektriska ljusbågen och vid elektricitetens gång genom förtunnade gaser. 